# Gustav Kruell
Gustav Kruell (* 31. Oktober 1843 als Gustav Krüll in Düsseldorf-Grafenberg; † 2. Januar 1907 in San Luis Obispo, Kalifornien) war ein deutschamerikanischer Porträt-Holzstecher und Illustrator.

## Leben

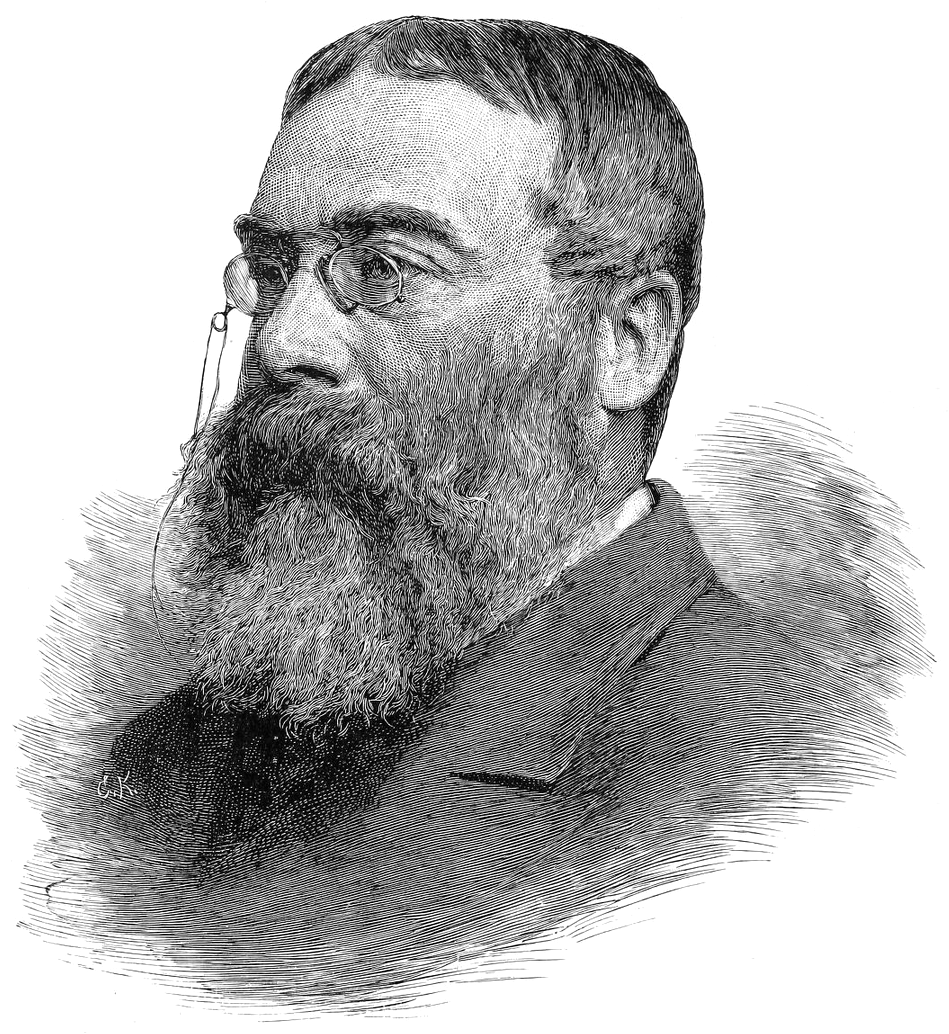
Holzstich-Porträt von Walter Besant, 1890

Kruell erlernte die Xylographie bei Richard Brend’amour in Düsseldorf. Für die „Xylographische Kunstanstalt Brend’amour & Cie.“ schuf er Holzstiche, die 1865 in der Zeitschrift Die Gartenlaube erschienen. Später zog er nach Leipzig, dann nach Stuttgart, wo er mit Mori[t]z Michael die xylographische Anstalt „Krüll und Michael“ betrieb. Spätestens 1873 ließ er sich in den Vereinigten Staaten nieder und erwarb sich einen Ruf als Porträt-Holzstecher. Er lebte in East Orange, New Jersey, später in San Luis Obispo, Kalifornien. Mit seinem Landsmann Friedrich Jüngling (auch Frederick Juengling, 1846–1889) gründete er 1881 die Society of American Wood-Engravers und übernahm deren Vorsitz. 1899 veröffentlichte er bei R. H. Russell in New York City die Mappe The Portfolio of National Portraits. Eight Portraits of Historic Americans.
Kruells Drucke erschienen in den illustrierten Zeitschriften des Landes, etwa in Harper’s Magazine, Harper’s Weekly, Sribner’s Monthly, The American Art Review und Century Magazine. Er nahm erfolgreich an verschiedenen Ausstellungen teil:
- 1889: Weltausstellung Paris
- 1890: Museum of Fine Arts, Boston
- 1893: World’s Columbian Exposition (Medaille)
- 1895: Keppel’s Gallery, New York City
- 1901: Pan-American Exposition (Silbermedaille)
- 1904: Louisiana Purchase Exposition (Goldmedaille)